# Список Героев Украины/И
В настоящем списке в алфавитном порядке представлены люди, получившие почётное звание Герой Украины, чьи фамилии начинаются с буквы «И».
- Список содержит информацию о дате указа присвоения почётного звания, роде деятельности награждённых и годах их жизни.

## Список людей, фамилии которых начинаются с «И»
| № | Фамилия, Имя Отчество       | Дата Указа | Деятельность | Годы жизни            |
| - | --------------------------- | ---------- | --- | --------------------- |
| 1 | Иванов, Фёдор Антонович     | 19.09.2002 | Глава правления сельскохозяйственного общества «Ольвия», Очаковский район Николаевской области                               | 06.04.1940—27.02.2005 |
| 2 | Иванычук, Роман Иванович    | 22.01.2009 | Писатель, Львов | род. 27.05.1929       |
| 3 | Ивасюк, Владимир Михайлович | 01.03.2009 | Композитор, поэт, исполнитель (посмертно)                                                                                    | 04.03.1949—24.04.1979 |
| 4 | Иващук, Петр Владимирович   | 21.08.2004 | Генеральный директор общества «Научно-производственная агрофирма „Жемчужина Подолья“», Белогорский район Хмельницкой области | род. 01.07.1951       |
| 5 | Ивчук, Василий Яковлевич    | 21.11.2007 | Директор Дударковской школы в 1932—1938 годах, Киевская область (посмертно)                                                  | 21.11.1902—02.10.1938 |
| 6 | Игнатенко, Василий Иванович | 21.04.2006 | Командир отделения 6-й самостоятельной военизированной пожарной по охране города Припять (посмертно)                         | 13.03.1961—13.05.1986 |